# Eleição municipal de Marituba em 2016
A eleição municipal da cidade brasileira de Marituba em 2016 ocorreu em 2 de outubro para eleger um prefeito, um vice-prefeito e 15 vereadores para a administração da cidade paraense. O prefeito incumbente, Mário Filho, do PSD, concorreu novamente ao cargo, sendo reeleito com ampla margem de votos.
As movimentações pré-campanha ocorrem num contexto de crise política envolvendo um pedido de impeachment do segundo mandato da presidente Dilma Rousseff, do PT.

## Regras
No decorrer do ano de 2015, o Congresso Nacional aprovou uma reforma política, que fez consideráveis alterações na legislação eleitoral. O período oficial das campanhas eleitorais foi reduzido para 45 dias, com início em 16 de agosto, o que configurou em uma diminuição pela metade do tempo vigente até 2012. O horário político também foi reduzido, passando de 45 para 35 dias, com início em 26 de agosto. As empresas passaram a ser proibidas de financiarem campanhas, o que só poderá ser feito por pessoas físicas.
A Constituição estabeleceu uma série de requisitos para os candidatos a cargos públicos eletivos. Entre eles está a idade mínima de 21 anos para candidatos ao Executivo e 18 anos ao Legislativo, nacionalidade brasileira, pleno exercício dos direitos políticos, pelo menos um ano de domicílio eleitoral na cidade onde pretende candidatar-se, alfabetização e filiação partidária até o dia 2 de abril de 2016.
Como Marituba não possui emissoras próprias de televisão, a propaganda eleitoral gratuita foi veiculada somente pelo rádio, iniciando em 26 de agosto e terminando em 29 de setembro. Segundo a lei eleitoral em vigor, nos municípios com mais de 200 mil eleitores, caso o candidato mais votado receber menos de 50% +1 dos votos, é estabelecido o sistema de dois turnos; como a cidade de Marituba ainda não atingiu este índice, não existe tal hipótese.

## Candidaturas
O prazo para os partidos políticos realizarem as convenções partidárias destinadas à definição de coligações e escolha dos candidatos aos cargos de prefeito, vice-prefeito e vereador iniciou em 20 de julho e encerrou no dia 05 de agosto. Já o prazo para protocolar o registro de candidatura dos escolhidos nas convenções se encerrou em 15 de agosto. Nesta eleição, cinco partidos lançaram candidatos à prefeitura maritubense.
|  | Nº | Candidato(a) a prefeito | Candidato(a) a prefeito                                               | Candidato(a) a vice-prefeito | Candidato(a) a vice-prefeito                              | Coligação                                                                    |
|  | -- | ----------------------- | --------------------------------------------------------------------- | ---------------------------- | --------------------------------------------------------- | ---------------------------------------------------------------------------- |
|  | 45 |                         | Antonio Armando Júnior (PSDB) Antonio Armando Amaral de Castro Júnior |                              | Elivan Faustino (DEM) Elivan dos Campos Faustino          | "Uma nova Marituba começa aqui" - Partido Trabalhista Cristão (PTC)          |
|  | 50 |                         | Francisco Cruz (PSOL) Francisco Alcides Goulart da Cruz               |                              | Reneila Sena (PSOL) Reneila Sena Pereira                  | Partido não coligado - Partido Socialismo e Liberdade (PSOL)                 |
|  | 16 |                         | José Pires (PSTU) José Pires de Araújo                                |                              | Henrique Santos (PSTU) João Henrique Santos de Araújo     | Partido não coligado - Partido Socialista dos Trabalhadores Unificado (PSTU) |
|  | 15 |                         | Júnior Amaral (PMDB) Adimilson Mendes Amaral Júnior                   |                              | Jorge Santa Brígida (PCdoB) Jorge Santa Brígida Fernandes | "Construindo um novo caminho" - Partido Pátria Livre (PPL)                   |
|  | 55 |                         | Mário Filho (PSD) Mário Henrique de Lima Biscaro                      |                              | João Batista (PSD) João Batista da Silva Santos           | "Mais união por Marituba" - Partido da Mobilização Nacional (PMN)            |
|  | 44 |                         | Naldo Bastos (PRP) Ednaldo Sérgio Bastos                              |                              | Ana Célia Aleixo (PRP) Ana Célia Aleixo de Souza          | Partido não coligado - Partido Republicano Progressista (PRP)                |

## Resultados

### Prefeito
| Candidato(a)                  | Vice                        | 1º turno 2 de outubro de 2016 | 1º turno 2 de outubro de 2016 |
| Candidato(a)                  | Vice                        | Total                         | Percentagem                   |
| ----------------------------- | --------------------------- | ----------------------------- | ----------------------------- |
| Mário Filho (PSD)             | João Batista (PSD)          | 39.311                        | 65,95%                        |
| Antonio Armando Júnior (PSDB) | Elivan Faustino (DEM)       | 14.327                        | 24,04%                        |
| Júnior Amaral (PMDB)          | Jorge Santa Brígida (PCdoB) | 5.300                         | 8,89%                         |
| Francisco Cruz (PSOL)         | Reneila Sena (PSOL)         | 559                           | 0,94%                         |
| José Pires (PSTU)             | Henrique Santos (PSTU)      | 110                           | 0,18%                         |
| Naldo Bastos (PRP)            | Ana Célia Aleixo (PRP)      | 67                            | -                             |
| Total de votos válidos        | Total de votos válidos      | 59.607                        | 93,87%                        |
| → Votos em branco             | → Votos em branco           | 1.369                         | 2,16%                         |
| → Votos nulos                 | → Votos nulos               | 2.523                         | 3,97%                         |
| Total                         | Total                       | 63.499                        | 92,57%                        |
| Abstenções                    | Abstenções                  | 5.099                         | 7,43%                         |
| Total de inscritos            | Total de inscritos          | 68.598                        | 100%                          |

| Esquema Gráfico - Eleição para Prefeito de Marituba em 2016 | Esquema Gráfico - Eleição para Prefeito de Marituba em 2016 | Esquema Gráfico - Eleição para Prefeito de Marituba em 2016 | Esquema Gráfico - Eleição para Prefeito de Marituba em 2016 | Esquema Gráfico - Eleição para Prefeito de Marituba em 2016 |
| ----------------------------------------------------------- | ----------------------------------------------------------- | ----------------------------------------------------------- | ----------------------------------------------------------- | ----------------------------------------------------------- |
|                                                             |                                                             |                                                             |                                                             |                                                             |
| Mário Filho                                                 | Mário Filho                                                 |                                                             | 65,95%                                                      | 65,95%                                                      |
| Antonio Armando Júnior                                      | Antonio Armando Júnior                                      |                                                             | 24,04%                                                      | 24,04%                                                      |
| Júnior Amaral                                               | Júnior Amaral                                               |                                                             | 8,89%                                                       | 8,89%                                                       |
| Francisco Cruz                                              | Francisco Cruz                                              |                                                             | 0,94%                                                       | 0,94%                                                       |
| José Pires                                                  | José Pires                                                  |                                                             | 0,18%                                                       | 0,18%                                                       |

### Vereadores
| Candidato(a)                 | Nº    | Coligação                                             | Votação | Votação     |
| Candidato(a)                 | Nº    | Coligação                                             | Total   | Porcentagem |
| ---------------------------- | ----- | ----------------------------------------------------- | ------- | ----------- |
| Wildson Mello (SD)           | 77123 | "O nosso compromisso é com o povo" SD e PPS           | 1.779   | 2,93%       |
| Raimundo Carneiro (PSD)      | 55655 | "Mais por Marituba" PSD, PTB e PTN                    | 2.746   | 2,88%       |
| Everaldo Aleixo (SD)         | 77625 | "O nosso compromisso é com o povo" SD e PPS           | 1.656   | 2,73%       |
| Bonifácio Barroso (PDT)      | 12000 | "Trabalho e Sustentabilidade" PDT e PEN               | 1.654   | 2,73%       |
| Raí Lameira (PV)             | 43333 | "Sustentabilidade e mobilização social" PSB, PV e PMN | 1.616   | 2,67%       |
| Allan Besteiro (PSD)         | 55000 | "Mais por Marituba" PSD, PTB e PTN                    | 1.523   | 2,51%       |
| Gilberto Souto (PSB)         | 40123 | "Sustentabilidade e mobilização social" PSB, PV e PMN | 1.347   | 2,22%       |
| José Maria Correa (PSD)      | 55321 | "Mais por Marituba" PSD, PTB e PTN                    | 1.322   | 2,18%       |
| Sandra Cristina Chagas (PDT) | 12122 | "Trabalho e Sustentabilidade" PDT e PEN               | 1.271   | 2,10%       |
| Helder Brito (PR)            | 22222 | "Força, fé e trabalho" PR, PRB, PHS e PSL             | 1.165   | 1,92%       |
| Manoel Salin (PSD)           | 55123 | "Mais por Marituba" PSD, PTB e PTN                    | 1.099   | 1,81%       |
| Pastor Rodvaldo Chaves (PTB) | 14555 | "Mais por Marituba" PSD, PTB e PTN                    | 1.074   | 1,77%       |
| Pastor Ademir Santos (PRB)   | 10123 | "Força, fé e trabalho" PR, PRB, PHS e PSL             | 1.034   | 1,71%       |
| Manoel Rocha Filho (PDT)     | 12111 | "Trabalho e Sustentabilidade" PDT e PEN               | 1.005   | 1,66%       |
| João Pereira (PCdoB)         | 65322 | "Construindo um novo caminho" PMDB, PCdoB e PPL       | 1.005   | 1,66%       |